# Rota Onorio
Rota Onorio (* 26. Oktober 1919; † 14. September 2004) war ein Politiker aus Kiribati.
Er war vom 10. Dezember 1982 bis 18. Februar 1983 amtierender Präsident von Kiribati als Vorsitzender des Staatsrats.
Seine Tochter Teima Onorio war Vizepräsidentin Kiribatis.